# Aléxandros Nikolaidis
Aléxandros Nikolaidis (en grec:Αλέξανδρος Νικολαΐδης) (Tessalònica, Grècia 1979) és un taekwondista grec, guanyador de dues medalles olímpiques.

## Biografia
Va néixer el 17 d'octubre de 1979 a la ciutat de Tessalònica, població situada a la regió de Macedònia.

## Carrera esportiva
Va participar, als 20 anys, en els Jocs Olímpics d'Estiu del 2000 realitzats a Sydney, on va participar en la prova masculina de pes pesant i hi finalitzà novè. En els Jocs Olímpics d'Estiu de 2004 realitzats a Atenes (Grècia) va aconseguir guanyar la medalla de plata en la prova de pes pesant en perdre la final davant el sud-coreà Moon Dae-Sung. En els Jocs Olímpics d'Estiu de 2008 realitzats a Pequín (Xina) tot i ser el favorit per aconseguir la medalla d'or únicament aconseguí revalidar aquest metall en perdre la final davant el sud-coreà Cha Dong-Min. En aquests Jocs tingué l'honor d'esdevenir el primer atleta a iniciar el relleu de la torxa olímpica.
Al llarg de la seva carrera ha guanyat un títol al Campionat del Món de taekwondo i dos títols al Campinat d'Europa de taekwondo.